# طابق مخصص للقتل (رواية)
طابق مخصص للقتل (بالإنجليزية: Killing Floor) هي الرواية الاولى للكاتب البريطاني لي تشايلد. وقد نَشرت الرواية لأول مرة عام 1997 من قبل دار النشر الأمريكي بوتنام. تدور أحداث الرواية في بلدة خيالية تَدعى مارغريف في ولاية جورجيا وتتابع شخصية جاك ريتشر في أول ظهور له في روايات الإثارة. الرواية مكتوبة في صيغة المتكلم.
وقد حصلت الرواية على جائزة أنثوني وجائزة باري ضمن فئة أفضل رواية أولى. خلال 14 عامًا بعد كتابة الكتاب, قام الكاتب لي تشايلد بتأليف أربع روايات أخرى تدور أحداثها قبل أحداث روايات طابق مخصص للقتل.

## الحبكة
جاك ريتشر يصل إلى بلدة مارغريف الصغيرة بولاية جورجيا بعد أن سمع أن موسيقي البلوز بلايند بليك تُوفي هناك. فور وصوله, يتم إعتقاله بتهمة القتل بناءً على أدعاء كاذب من شيريف البلدة. أثناء إحتجازه يتعرّف ريتشر على المحقق فينلاي والضابطة روزكو التي تعتقد ببراءته. يبدأ الثلاثة بالتحقيق في القضية , حيث يكشفون أن الضحية هو جو, شقيق ريتشر, الذي كان يحقق في شبكة تزوير تديرها عائلة كلينر بدعم من الشرطة الفاسدة وعُمدة البلدة. تكتشف الضابطة روزكو أن البلدة تُشتخدم كمرمز توزيع للعملة المزورة, ويعزّز ريتشر هذا الإفتراض عندما يدرك أن الشبكة تخزن الأموال المزورة مؤقتًا بعد إنقطاع إمدادات الورق الخاص من فنزويلا.
ريتشر يواجه عائلة كلينر وحلافاءها ويقتل العديد من أفراد الشبكة, بمن فيهم الشرطي بيكر والعمدة تيل. كما ينقذ فينلاي ورهائن آحرين من مستودع العائلة, حيث يدمر المخزون الضمن من الأموال المزورة بإشعال النار فيه. في المواجهة النهائية, يتغلب ريتشر على عميل فاسد في مكتب التحقيقات الفيدرالي ويحسم القضية. بعد إنتهاء الأحداث, يدرك ريتشر أن تصرفاته ستجلب إنتباه السلطات, فيقرّر مغادرة جورجيا, محتفظًا بصورة لشقيقه جو كتذكار.

## شخصيات رئيسية
- جاك ريتشر: بطل الرواية. شرطي عسكري سابقًا, معروف بأربته وبحس العدالة المتطور لديه.
- الركيب بيكر: ضابط شرطة في قسم شرطة مارغريف.
- الرئيس موريسون: رئيس قسم شرطة مارغريف وقت اعتقال ريتشر.
- الكابتن فينلاي: رئيس المحققين في قسم شرطة مارغريف.
- الضابطة روزكز كونكلين: ضابطة في قسم شرطة مارغريف, تتعاطف مع ريتشر وتتعقد في براءته.

## الجوائز والترشيحات
- 1998: فائز بجائزة أنثوني, ضمن فئة أفضل رواية أولى[4]
- 1998: فائز بجائزة باري, ضمن فئة أفضل رواية أولى[5]
- 1998: مرشح لجائزة ديلي[6]
- 1998: مرشح لجائزة ماكافيتي ضمن فئة افضل رواية غموض أولى[7]
- 2000: فائز في جائزة جمعية الأدب الخيالي المغامر اليابانية ضمن فئة افضل رواية مترجمة[8]

## روابط خارجية
- https://www.jackreacher.com/us/books/killing-floor/
- https://openlibrary.org/works/OL52943W